# Diploderma hamptoni
Diploderma hamptoni — вид ігуаноподібних ящірок родини агамових (Agamidae). Ендемік М'янми

## Поширення і екологія
Diploderma hamptoni мешкають в окрузі Мандалай у центральній М'янмі, на південний захід від міста Могок. Вони живуть на пагорбах, порослих сухими тропічними лісами. Ведуть денний, наземний спосіб життя.